# Resolutie 1261 Veiligheidsraad Verenigde Naties
Resolutie 1261 van de Veiligheidsraad van de Verenigde Naties werd unaniem door de VN-Veiligheidsraad aangenomen op 25 augustus 1999.

## Inhoud

### Waarnemingen
Er waren inspanningen aan de gang om paal en perk te stellen aan de inzet van kindsoldaten of het gebruik van kinderarbeid. Ook was het rekruteren in het leger of deelname aan vijandelijkheden van kinderen onder 15 in de statuten van het Internationaal Strafhof opgenomen als een oorlogsmisdaad.

### Handelingen
Men was zeer bezorgd om de effecten van gewapende conflicten op kinderen en veroordeelde het feit dat ze als doelwit dienden via onder meer moord, verminking, seksueel geweld, ontvoering, ontheemding of inzet in het leger.
Alle partijen werden opgeroepen het internationaal recht en meer bepaald de Geneefse Conventies en het Verdrag inzake de rechten van het kind en schenders hiervan te berechten.
Alle partijen die verwikkeld zaten in een gewapend conflict werden opgeroepen de bescherming, het welzijn en de rechten van kinderen ter harte worden genomen tijdens vredesonderhandelingen en na het conflict, alsook om maatregelen te nemen om kinderen tijdens het conflict te ontzien. Speciale maatregelen moesten worden genomen om kinderen, en vooral meisjes, te beschermen tegen verkrachting en ander seksueel misbruik. Verder moest worden verzekerd dat kinderen toegang hadden tot humanitaire hulpverlening.
Ook wapentrafiek had haar impact op de veiligheid van kinderen. Er werd ook aangedrongen op de ontwapening, demobilisatie, rehabilitatie en herintegratie van kindsoldaten. De Veiligheidsraad zou, wanneer hij acties ondernam, speciale aandacht schenken aan kinderen. Ten slotte werd de secretaris-generaal gevraagd om tegen 13 juli 2000 te rapporteren over de uitvoering van deze resolutie, door alle onderdelen van het VN-systeem te raadplegen.

## Verwante resoluties
- Resolutie 1265 Veiligheidsraad Verenigde Naties
- Resolutie 1296 Veiligheidsraad Verenigde Naties (2000)

Lijst ·  1220 ·  1221 ·  1222 ·  1223 ·  1224 ·  1225 ·  1226 ·  1227 ·  1228 ·  1229 ·  1230 ·  1231 ·  1232 ·  1233 ·  1234 ·  1235 ·  1236 ·  1237 ·  1238 ·  1239 ·  1240 ·  1241 ·  1242 ·  1243 ·  1244 ·  1245 ·  1246 ·  1247 ·  1248 ·  1249 ·  1250 ·  1251 ·  1252 ·  1253 ·  1254 ·  1255 ·  1256 ·  1257 ·  1258 ·  1259 ·  1260 ·  1261 ·  1262 ·  1263 ·  1264 ·  1265 ·  1266 ·  1267 ·  1268 ·  1269 ·  1270 ·  1271 ·  1272 ·  1273 ·  1274 ·  1275 ·  1276 ·  1277 ·  1278 ·  1279 ·  1280 ·  1281 ·  1282 ·  1283 ·  1284